# Chen Yanchong
Chen Yanchong (chiń. 陈燕翀, ur. 10 kwietnia 1987 roku w Hengyang) – chińska tenisistka.
Tenisistka występująca głównie w turniejach ITF. Pierwszy kontakt z tego typu rozgrywkami miała jako czternastolatka, w lipcu 2001 roku, gdzie zagrała w kwalifikacjach do niewielkiego turnieju w Tiencinie. Udział swój zakończyła jednak już na pierwszej rundzie tych kwalifikacji, przegrywając z Varvarą Lepchenko. Rok później, na tym samym turnieju wygrała kwalifikacje i po raz pierwszy w karierze zagrała w turnieju głównym, dochodząc w nim do drugiej rundy. W 2004 roku osiągnęła finał gry pojedynczej w Mumbaju, przegrany z Melanie South oraz zagrała jeden mecz w kwalifikacjach do turnieju WTA w Kantonie, który przegrała z Yuan Meng. W następnym roku wystąpiła na tym samym turnieju, od razu w turnieju głównym, dzięki dzikiej karcie przyznanej przez organizatorów ale odpadła w pierwszej rundzie, przegrywając z rodaczką Yan Zi.
Przełomowym rokiem w karierze tenisistki był rok 2006. W lutym, w parze z Ji Chunmei, wygrała turniej deblowy ITF w Shenzhen a potem w ciągu roku wygrała jeszcze dwa podobne turnieje. W czerwcu, w Changwon wygrała swój pierwszy turniej singlowy, pokonując w drodze do finału chociażby takie zawodniczki jak Junri Namigata i Yurika Sema a w finale Zhang Shuai. Potem w sierpniu wygrała drugi turniej, w Changsha, pokonując w finale Katie O’Brien. W październiku otrzymała dziką kartę do turnieju Guangzhou International Women's Open, w którym dotarła do ćwierćfinału, pokonując w dwóch pierwszych rundach Melindę Czink i Anastasiję Jakimawą. W ćwierćfinale spotkała się z Hiszpanką, Anabel Mediną Garrigues i po przegranym trzysetowym pojedynku 6:1, 0:6, 2:6 odpadła z turnieju. Był to jednak jej najlepszy występ w rozgrywkach cyklu WTA. Dzięki odniesionym sukcesom, 6 listopada 2006 roku, tenisistka osiągnęła 187. miejsce w światowym rankingu WTA, najwyższe w swojej karierze.

## Wygrane turnieje singlowe rangi ITF
|    | Data       | Turniej  | ($)    | Naw.   | Finalistka    | Wynik         |
| 1. | 25/06/2006 | Changwon | 25 000 | twarda | Zhang Shuai   | 6:3, 6:3      |
| 2. | 06/08/2006 | Changsha | 25 000 | twarda | Katie O’Brien | 6:1, 6:1      |
| 3. | 29/06/2008 | Qianshan | 25 000 | twarda | Liang Chen    | 4:6, 6:4, 6:4 |